# Haren (Bruxelas)
Haren (neerlandês e francês, às vezes escrito Haeren em francês) é uma velha municipalidade de Bruxelas na Bélgica, que foi absorvida por Bruxelas em 1921. É uma parte contornante da cidade e está situada na fronteira nordeste da Região de Bruxelas-Capital.

## Pronúncia
- em em neerlandês:  [ˈɦaːrə(n)]
- em francês:  [aˈʁɛn]